# Europaleta
Europaleta proširena je paleta izrađena od drveta s određenom dimenzijom. Paleta je 0,96 m², dimenzija je 120 x 80 x 14,4 cm a težina iznosi 20 – 24 kg. Nosivost palete iznosi 1500 kg.
Služi olakšavanju rukovanja i prosljeđivanju roba viličarom kao i primjerice u cestovnom, željezničkom i zračnom prijevozu robe.